# Schwarzer Thaiskorpion
Der Schwarze Thaiskorpion (Heterometrus scaber) ist eine Skorpionsart aus der Gattung Heterometrus in der Familie der Scorpionidae. Erstmals wissenschaftlich beschrieben wurde die Art im Jahre 1876 von dem Arachnologen Tord Thorell. Der deutsche Trivialname ist dabei etwas irreführend, da Heterometrus scaber nicht in Thailand, sondern in Indien vorkommt.

## Beschreibung
Heterometrus scaber erreicht Längen von 100 bis 130 mm. Seine Pedipalpen, die Scheren, sind breit, kräftig und relativ glatt. Signifikant sind die langen und ausgeprägten Sinneshaare.
Die Färbung des Skorpions verläuft von rotbräunlich in Schwarz, wobei Lokalformen etwas abweichen können. Die Laufbeine und Scheren können heller abgehoben sein. Die Giftblase ist kräftig ausgebildet und verläuft von rotbräunlich in Schwarz. Lokalformen können auch eine schwarze Giftblase aufweisen.

## Gift
Im Gift von Heterometrus scaber wurde bisher ein Toxin nachgewiesen, das insbesondere bei Säugetieren wirkt, aber auch bei Insekten wirksam ist. Nair & Kurup wiesen 1975 ein toxisches Glykoprotein nach, das bei Kaninchen in subletaler (fast tödlich) Dosis zu Überzuckerung (Hyperglykämie) führt. Daneben weist das Sekret Acetylcholinesterase- und Hyaluronidase-Aktivität, Tryptophan, das Tryptamin Serotonin, Phosphomonoesterase und Nukleotidasen sowie freie Hexosamine auf. Das Gift führt zu einer Abnahme der Konzentration an Aminosäuren im Blutserum von Ratten. Beim Menschen verursacht ein Stich in der Regel nur lokale Symptome mit starken Schmerzen. Man spricht in diesem Zusammenhang auch von einer Bienenstichsymptomatik.

## Lebensweise
Heterometrus scaber ist, wie für Skorpione typisch, nachtaktiv und lebendgebärend. Diese Art gilt als eine der sozialsten Skorpionarten überhaupt und ist in der Natur auch häufig mit Artgenossen vorzufinden. Die Haltung der Art ist mit bis zu fünf Tieren im Terrarium durchaus möglich. Die Art bewohnt den Waldboden und hält sich tagsüber meist im Laub zwischen Ästen oder unter morschem Holz und Steinen versteckt, wo sie auch unterirdische Gänge anlegt. Die Weibchen können bis zu 30 Jungtiere gebären. Angelehnt an Wurfgrößen anderer Arten aus dem indischen Kontinent kann man im Mittel davon ausgehen, dass die Wurfgröße zwischen 15 und 20 Jungtiere umfasst. Das Muttertier betreibt Brutpflege und kann seine Jungtiere von Beuteinsekten unterscheiden. Die Jungtiere verbleiben die erste Zeit auf dem Rücken des Muttertiers, bis sie sich das erste Mal häuten. Sobald der Chitinpanzer ausgehärtet ist, sind die Jungtiere selbstständig.
Heterometrus scaber frisst in erster Linie Insekten und andere Gliederfüßer, durchaus aber auch Kleinsäuger. Die Lebenserwartung kann als Heimtier acht Jahre überschreiten. Zu erwähnen ist weiter, dass diese Art entgegen den asiatischen Verwandten durchaus temperamentvoll auftreten kann. Bei Störung können die Tiere einen Zischlaut von sich geben.

## Vorkommen
Heterometrus scaber kommt entgegen seiner deutschen Bezeichnung nicht in Thailand vor. Er ist ausschließlich in Indien zu finden, wobei genaue Lokalangaben nicht bekannt sind. Der tschechische Arachnologe František Kovařík führt in seinem Buch Funde im Gebiet um Mysuru auf. Die Angabe der Verbreitung von Heterometrus scaber über den gesamten asiatischen Raum ist falsch. Zu finden sind die Tiere in Wäldern, Trockenwäldern und Graslandschaften, wobei sie den Bodenraum nutzen.

## Ergänzung
Heterometrus scaber wird oft als Synonym für diverse Heterometrus-Arten im Zoofachhandel verwendet. Tatsächlich kann man aber aufgrund der Seltenheit der Tiere davon ausgehen, dass dieser Skorpion dort nicht zu finden sein wird. Durch die fälschliche Verbreitung des Artennamens taucht dieser vermeintlich dennoch sehr oft in Tierhalterkreisen auf. Es ist aber weiter davon auszugehen, dass diese Art im Terraristikhobby praktisch nicht mehr vorhanden ist.